# 호시나 우타우
호시나 우타우(일본어: 星名 歌唄)/세라는 캐릭캐릭체인지에 등장하는 미소녀 캐릭터이다.

## 소개
츠키요미 이쿠토의 친여동생으로 열네살의 어린 나이로 데뷔해서 인기를 얻고 있는 미소녀이자 긴 블론드색 머리를 트윈 테일로 묶어서 고딕 로리타계통의 옷을 입고 있을 때가 많다. 채아무와 친구이다.

## 캐릭터 변신

### 루나틱 참
이루와의 캐릭터 변신. 빨간색 번대즈를 입고있어서 가슴에서 넓적다리에 걸쳐서 첨단에 십자가가 붙은 체인이 네 개 붙어있다. 등에는 악마날개가 붙고 머리를 묶은 곳에서 각각 작은 악마날개가 붙는다.
- 나이트메어 로렐라이

무수한 검붉은색의 나비가 습격.
- 리린 트라이덴트

삼지창으로 찌른다. 물리적 공격 기법 때문에 살상 능력을 가지고 있다.

### 세라픽 참
에루와의 캐릭터 변신. 발레의 튀튀를 닮은 원피스를 입고 있다. 등에는 천사 날개가 붙고 머리를 묶은 곳에서 각각 작은 천사 날개가 붙는다. 신고 있는 구두는 토슈즈를 닮아서 발레리나가 모티브이다.
- 엔젤 크레이들

×캐릭터를 재워서 알로 되돌린 후에 정화하는 기법.
- 화이트 윙

깃털을 날리면서 공격.